# Accademia di Belle Arti di Carrara

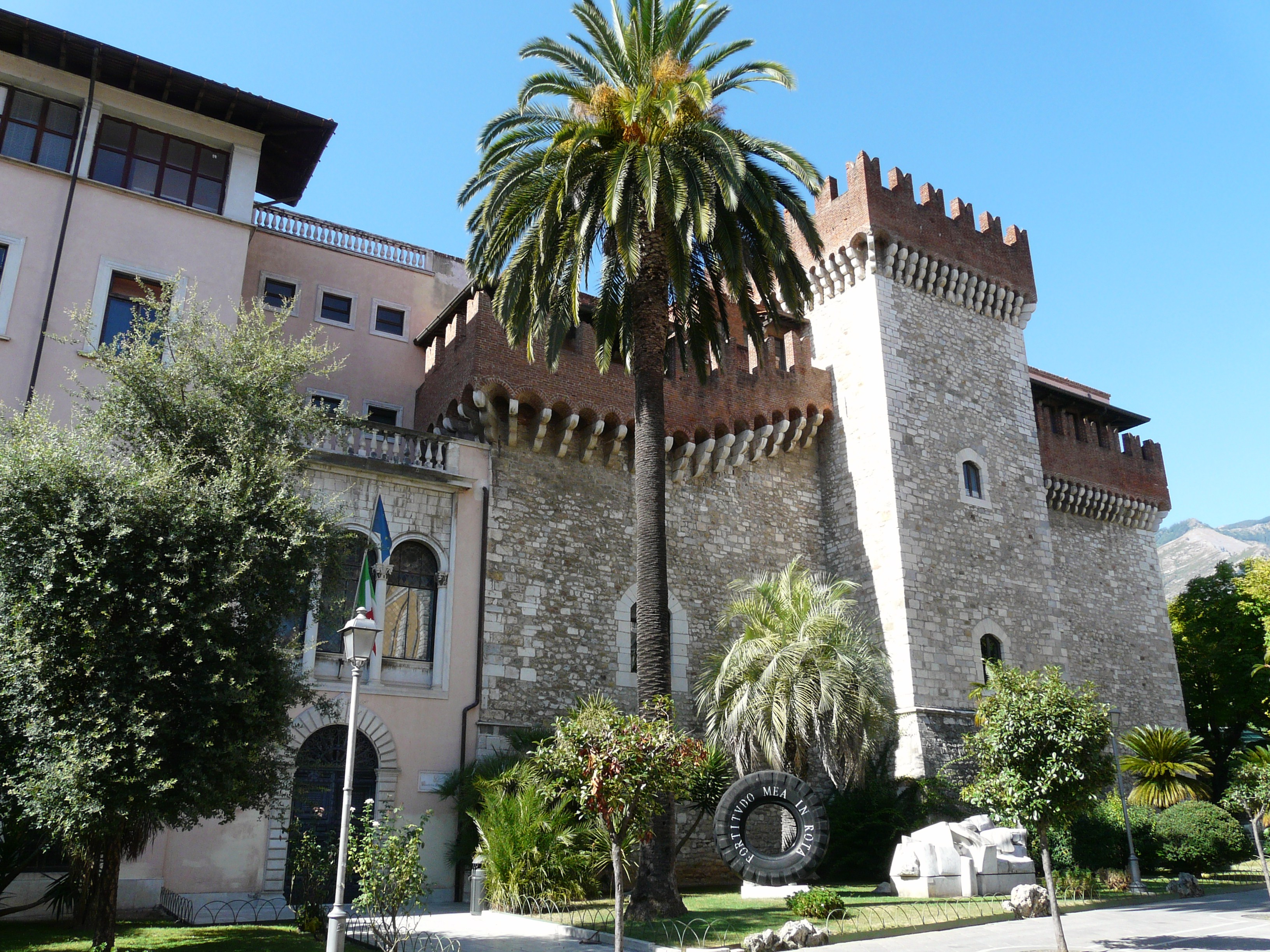
Palazzo Cybo Malaspina, Sitz der Akademie

Die Accademia di Belle Arti di Carrara (ABAC) („Akademie der Schönen Künste“) ist eine staatliche Kunsthochschule in Carrara in der Toskana.

## Zulassung und Studienangebot
Bewerber müssen die Allgemeine Hochschulreife haben und sich, wie an allen italienischen Kunsthochschulen, einem Auswahlverfahren unterziehen. Die Studiengänge richten sich nach dem Bologna-Prozess: sie gliedern sich in einen ersten, dreijährigen Zyklus und in einen darauf folgenden zweijährigen Zyklus. Die jeweiligen Diplom-Abschlüsse sind dem Bachelor und dem Master gleichgestellt. Das Studienangebot umfasst: Dekorative Kunst, Grafik, Kunsttechnologie, Malerei, Szenografie und Bildhauerei im ersten Zyklus, im zweiten Zyklus kommt die Konservierung und Restaurierung von Marmor als weiteres Angebot hinzu.

## Geschichte
Die Akademie wurde offiziell am 26. September 1769 von Maria Teresa Cybo-Malaspina, Herzogin von Massa und Fürstin von Carrara, gegründet. Die Ursprünge liegen jedoch bei der Accademia di San Ceccardo, die Maria Teresa auf Vorschlag des Bildhauers Giovanni Domenico Olivieri 1757 einrichten ließ. Gelehrt wurden dort Malerei, Bildhauerei und Architektur. Olivieri hatte zuvor in Madrid maßgeblich an der Gründung der Real Academia de Bellas Artes de San Fernando mitgewirkt.

## Sonstiges
Die Akademie in Carrara ist nicht zu verwechseln mit der Accademia Carrara in Bergamo.